# Bror Mellberg
Bror Lars Astley Mellberg (9. december 1923 - 8. september 2004) var en svensk fodboldspiller (angriber), der vandt sølv med Sveriges landshold ved VM 1958 på hjemmbane. Han spillede én af svenskernes seks kampe i turneringen, en indledende gruppekamp mod Mexico. Han deltog også ved VM 1950 i Brasilien, hvor svenskerne vandt bronze, og i alt nåede han at spille seks landskampe og score to mål.
På klubplan repræsenterede Mellberg Stockholm-storklubben AIK, inden han blev professionel i først Italien og siden Frankrig. Han vandt den svenske pokalturnering Svenska Cupen med AIK i 1950.

## Titler
Svenska Cupen
- 1951 med AIK